# Équipe du Pérou masculine de volley-ball
Cet article traite de l'équipe masculine. Pour l'équipe féminine, voir Équipe du Pérou féminine de volley-ball.
L'équipe du Pérou de volley-ball masculin est composée des meilleurs joueurs péruviens sélectionnés par la Fédération Péruvienne de Volley-Ball (Federación Peruana de Voleibol, FPV). Elle est actuellement classée au 52e rang de la FIVB au 11 octobre 2010.

## Palmarès et parcours

### Palmarès
- Championnat d'Amérique du Sud 
  - Troisième : 1951

### Parcours

#### Championnats du monde
| - 1949 : Non participant - 1952 : Non participant - 1956 : Non participant - 1960 : 11e - 1962 : Non participant - 1966 : Non qualifiée - 1970 : Non qualifiée - 1974 : Non qualifiée - 1978 : Non qualifiée - 1982 : Non qualifiée - 1986 : Non qualifiée | - 1990 : Non qualifiée - 1994 : Non qualifiée - 1998 : Non qualifiée - 2002 : Non qualifiée - 2006 : Non qualifiée - 2010 : Non qualifiée - 2014 : Non qualifiée |

#### Championnat d'Amérique du Sud
| - 1951 : 3e - 1956 : 4e - 1958 : Non qualifiée - 1961 : 4e - 1962 : 7e - 1964 : Non qualifiée - 1967 : Non qualifiée - 1969 : Non qualifiée - 1971 : 6e - 1973 : Non qualifiée | - 1975 : Non qualifiée - 1977 : 4e - 1979 : 6e - 1981 : Non qualifiée - 1983 : Non qualifiée - 1985 : 6e - 1987 : 7e - 1989 : 4e - 1991 : 4e - 1993 : Non qualifiée | - 1995 : 6e - 1997 : 4e - 1999 : 8e - 2001 : Non qualifiée - 2003 : Non qualifiée - 2005 : Non qualifiée - 2007 : 8e - 2009 : 6e - 2011 : Non qualifiée - 2013 : Non qualifiée | - 2015 : 7e - 2017 : 7e |

#### Jeux Panaméricains
| - 1955 : - 1959 : - 1963 : - 1967 : - 1971 : - 1975 : - 1979 : - 1983 : - 1987 : - 1991 : | - 1995 : - 1999 : - 2003 : - 2007 : |

#### Coupe Pan-Américaines
| - 2006 : - 2007 : - 2008 : - 2009 : - 2010 : |